# Tomáš Vlček
Tomáš Vlček (ur. 28 lutego 2001 w Kladnie) – czeski piłkarz grający na pozycji obrońcy w czeskim klubie Slavia Praga oraz reprezentacji Czech. Uczestnik Mistrzostw Europy 2024.